# Belaventura
Belaventura es una telenovela brasileña producida por Casablanca y emitida por RecordTV desde el 25 de julio de 2017 hasta el 26 de enero de 2018, con un total de 134 episodios. Sustituyó El rico y Lázaro y fue sustituida por Apocalipse en el horario central de la cadena. Escrita por Gustavo Reiz y dirigida por Ivan Zettel, la telenovela fue protagonizada por Bernardo Velasco, Rayanne Morais, Helena Fernandes, Floriano Peixoto, Kadu Moliterno, Camila Rodrigues, Giselle Itié y Giuseppe Oristânio en los papeles principales.

## Elenco
| Actor/Actriz          | Personaje                         |
| --------------------- | --------------------------------- |
| Bernardo Velasco      | Enrico Montebelo y Luxemburgo III |
| Rayanne Morais        | Pietra Florenza                   |
| Helena Fernandes      | Marión Alencastro Bourbon         |
| Floriano Peixoto      | Severo Alencastro Bourbon         |
| Giselle Itié          | Selena                            |
| Kadu Moliterno        | Otoniel Montebelo y Luxemburgo II |
| Camila Rodrigues      | Carmona Montebelo y Luxemburgo    |
| Adriana Birolli       | Lizabeta Montebelo y Luxemburgo   |
| Juliana Didone        | Brione de Alencastro Bourbon      |
| Alexandre Slaviero    | Gonzalo Castroneves               |
| Giuseppe Oristânio    | Cedric Cadis                      |
| Leandro Lima          | Jacques de Alencastro Bourbon     |
| Alexandre Barillari   | Tácitus Mascate                   |
| Paulo Gorgulho        | Bartolion                         |
| Esther Góes           | Leocádia de Alencastro Bourbon    |
| Victor Pecoraro       | Fernão                            |
| Anajú Dorigon         | Dulcinéa                          |
| Paulo Lessa           | Accalon                           |
| André Mattos          | Falstaff                          |
| José Victor Pires     | Arturo                            |
| Marcela Muniz         | Tiana                             |
| Raymundo de Souza     | Joniel                            |
| Bárbara Borges        | Polentina Alvarez                 |
| Angelina Muniz        | Matriona Mascate                  |
| Ivan Mendes           | Daros                             |
| Marco Antônio Gimenez | Gregor                            |
| Paulo César Grande    | Merlino                           |
| Eri Johnson           | Corinto                           |
| Sílvia Salgado        | Elia                              |
| Leonardo Franco       | Mistral                           |
| Bemvindo Sequeira     | Conde Páris La Rosie              |
| Lidi Lisboa           | Tamar                             |
| Bruno Padilha         | Dumas                             |
| Letícia Pedro         | Ariela                            |
| Thierry Figueira      | Nodier                            |
| Élcio Romar           | Quixote                           |
| Paulo Reis            | Biniek                            |
| Guga Coelho           | Fubaldo                           |
| Iara Jamra            | Inesita                           |
| Anita Amizo           | Laurinda                          |
| Felipe Fagundes       | Fergau                            |
| Kátia Moraes          | Solimara                          |
| Dayane Bartoli        | Ninit                             |
| Desireé Della Volpi   | Erce                              |
| Thiago Giacomini      | Chavel                            |
| Dudu Oliveira         | Balin                             |

### Participaciones especiales
| Actor/Actriz        | Personaje                              |
| ------------------- | -------------------------------------- |
| Larissa Maciel      | Lucy Florenza                          |
| Juliana Knust       | Vitoriana Montebelo y Luxemburgo       |
| Rodrigo Phavanello  | Michel Berga                           |
| Bernardo Falcone    | Ian                                    |
| Najla Raja          | Morgana                                |
| Sérgio Stern        | Maestro                                |
| Alexander Hrodrich  | Nial                                   |
| Bia Passos          | Pietra Florenza (niña)                 |
| Gabriel Ferrarini   | Enrico Montebelo y Luxemburgo (niño)   |
| Luiz Eduardo Toledo | Gonzalo Castroneves (niño)             |
| Ana Clara Roza      | Carmona Montebelo y Luxemburgo (niña)  |
| Brunna Vaucher      | Lizabeta Montebelo y Luxemburgo (niña) |
| Alana Silva         | Brione de Alencastro Bourbon (niña)    |
| Luis Augusto Formal | Jacques de Alencastro Bourbon (niño)   |
| Davi Cunha          | Tácitus Mascate (niño)                 |